# Sericoleon paessleri
Sericoleon paessleri là một loài côn trùng trong họ Myrmeleontidae thuộc bộ Neuroptera. Loài này được Esben-Petersen miêu tả năm 1933.